# 赫尔曼·察贝尔
赫尔曼·察贝尔（德语：Hermann Zabel，1832年9月22日—1912年4月26日），或译扎贝尔，是德国植物学家，专攻树木学领域。
从1854年到1860年，他在格赖夫斯瓦尔德的植物园和博物馆担任助理。从1869年到1895年，他担任汉诺威明登林业植物园园长。退休后，他定居在哥达市。
六道木属（Zabelia）是一个以他的名字命名的属，其它具有种加词zabeliana和zabelii的分类群也是如此。

## 发表作品
- Übersicht der Flora von Neuvorpommern und Rügen, 1859 – 新西波美拉尼亚和吕根岛植物区系调查
- "Catalogue of the Botanic Garden of the Forest Academy of Munden, Germany"，（英文出版）
- Die Gattung Symphoricarpus, 1887 – 毛核木属
- Die strauchigen Spiräen der deutschen Gärten, 1893 – 德国花园中灌木丛生的绣线菊属。
- Handbuch der Laubholz-Benenung, 1903（与路德维希·拜斯纳、恩斯特·舍勒合著）– 落叶植物名称手册。[5]